# Invision Power Board
 (janvier 2021).
 (septembre 2012).
Pour les articles homonymes, voir IPB.
Invision Power Board ou IP.Board (IPB) est un moteur de forum Internet développé par la société Invision Power Services (IPS). Il est écrit en PHP et repose sur les bases de données MySQL. IPB inclut de nombreux outils facilitant la gestion du forum. Il est également doté d'un système de skins.
Des modules permettant d'étendre les fonctionnalités d'IPB sont également proposés par IPS, comme IP.Gallery (module de gestion d'images), IP.Blog (module de blogs), IP.Downloads (module de gestion de téléchargements), IP.Content (module de création et de gestion de pages webs), IP.Nexus (module de gestion de commerce en ligne), IP.Chat (module de conversations tchat) et IP.Converge (application dédiée à la centralisation de comptes).